# 郭昊文
郭昊文（2000年1月31日—）為中国男子篮球运动员，現效力於中国男子篮球职业联赛南京大圣。他曾準備參加2021年NBA選秀，但中途退出並回到CBA繼續打球。

## 职业生涯

### 八一火箭队（2018-2020）
2018年，郭昊文加盟中国男子篮球职业联赛八一火箭，他也成為CBA首位00后球员。 他在2018-19年中国男子篮球职业联赛出战43场比赛，首发6次，场均上场17.6分钟，得到9.1分、3.5个篮板和1.8次助攻。 
2019-20赛季，郭昊文在19场出場比赛中共有两场首发，场均上场21.7分钟，得到10.7分、2.9篮板、1.7助攻，投篮命中率為37.7%。
2020年10月20日，八一火箭退出了CBA。

### 上海大鲨鱼（2021年至2024年）
2021年2月26日，郭昊文与上海大鲨鱼签约，于2020-21年中国男子篮球职业联赛中期加盟球队。他在15场比赛中共首发7次，场均上场25.9分钟，得到13.9分、4.1个篮板和3.1次助攻，投篮命中率为38.6%。 
2021年5月31日，郭昊文宣布参加NBA选秀。 6月14日，他成為2021年NBA G聯盟精英训练营的40名新秀之一。 7月8日，郭昊文退出NBA選秀。
在2022年CBA季后赛与浙江广厦的半决赛中，郭昊文腿部受伤，之後他回到了家乡青岛市康复训练。休赛期间，郭昊文向俱乐部提出想要赴美特训并且備戰2022年NBA选秀，俱乐部同意郭昊文的想法。2022年5月19日晚间，郭昊文从广州市啟程前往洛杉矶。

## 国家队生涯
郭昊文在2018年亞洲U18青年籃球錦標賽上首次代表中国国家男子青年篮球队出场。在与印度尼西亚的比赛中，他得到11分和13次助攻。 郭昊文场均得到18.7分、6.3个篮板和5.4次助攻。 
次年，郭在2019年FIBA19岁以下篮球世界杯上代表中国队出戰。他在对阵波多黎各的比赛中得到34 分、11 个篮板和11次助攻。郭昊文在对阵拉脱维亚的比赛中得到25分、9个篮板和12次助攻。他在比赛中场均得分排名全隊第四，助攻排名全隊第三。 郭昊文场均得到20.1分、5.7个篮板和5.7次助攻。 

## 外部連結
- 郭昊文在fiba.basketball（英语）
- 郭昊文在archive.fiba.com（存檔）（英语）
- 郭昊文在中国男子篮球职业联赛
- 郭昊文在Basketball-Reference.com（國際）（英语）
- 郭昊文在Eurobasket.com（球員）（英语）
- 郭昊文在Proballers（英语）
- 郭昊文在RealGM（英语）
- 郭昊文在中国篮球数据库